# Ophiusa salita
Ophiusa salita  là một loài bướm đêm thuộc họ Erebidae. Nó được tìm thấy ở Châu Phi, bao gồm Nam Phi.